# Gowarzewo (ładownia kolejowa)
Gowarzewo – zlikwidowana ładownia kolejowa na trasie Średzkiej Kolei Powiatowej, znajdująca się w Gowarzewie, w gminie Kleszczewo, w województwie wielkopolskim.

## Historia
Ładownia powstała w 1903 roku, w czasie niemieckich rządów we wsi, w okresie w którym powstał w niej dworek mieszczący kaplicę, protestancki cmentarz, oraz odcinek kolei wąskotorowej. Ładownia była częścią odcinku Szewce - Gowarzewo, znajdowała się na wysokości 86 metrów nad poziomem morza, zaś szerokość szyn wynosiła 1000 mm. W latach 1911–1919 nosiła nazwę Ebenhausen.
W latach 1952–1954 PKP zlikwidowała odcinek Szewce - Gowarzewo, w ramach polityki zmniejszania rozstawu szyn z 100mm do 750mm. W związku z tym ładownia został rozebrana.